# 徐君虎
徐君虎（1906年8月25日—1995年5月），原名徐虎，别名徐筠甫，又称徐老虎，湖南省新宁县白沙镇人。

## 经历
其父务农之余兼营小商。1914年入私塾，1921年考入长沙育才中学，1922年转学武昌旅鄂湖南中学。1924年加入中国社会主义青年团，同年加入中国国民党。1925年6月考入广东中國国民党第二军官学校，同年冬被选送莫斯科中山大学学习，与蒋经国、邓希贤（邓小平）、张闻天、左权、周小舟等人同班。当时徐君虎担任莫斯科中山大学国民党特别党部的宣传部长，蒋经国负责学校墙报稿件的收集和编辑工作，相互过往甚密。
1927年春回国参加北伐。曾任国民革命军第二军教导师秘书，第十三军政治部秘书、少将代理政治部主任。长沙马日事变后因涉共嫌疑，在南京被中國国民党逮捕关押，1929年冬经谭延闿担保始获释。1931年回新宁起义未果，遭国民党湖南省政府主席何键悬赏通缉，在其同学廖忠国的帮助下，辗转广西桂林，开办农场。化名徐惠民、刘兴汉秘密进入湘黔边境组织地方武装进行反蒋。
卢沟桥事变后，任广西北上抗日独立旅旅长。1937年冬，蒋经国自苏联回国。1939年，蔣經國擔任贛南專員後，先用徐君虎為赣南专员公署主任秘书。:228徐助其实施“建设新赣南”之计划。蔣經國和徐君虎沒有思想上分歧，只是領導作風不同。:228后因意见相左而离赣。由留俄同學、中央情報局要員黃中美接任徐君虎工作。:2281940年春应桂林市市长陈思元之邀任市政府社会、军事两科科长。1942年回湘任第六区保安副司令。任职不及两月，湖南各区保安副司令一律裁撤，乃回桂林南郊开办沙和农场。
1944年至1949年先后任新宁县县长和邵阳县县长。1949年10月10日率新宁县武装宣布投共。
中共建政后受命担任中国人民解放军一五八师教导团团长、第四十九军高级参议，在广西协助剿匪、策反并建立新政权。1950年任湖南省人民政府参事室参事，8月加入民革，为民革中央团结委员。1951年加入中国农工民主党，任该党长沙市委会秘书处长、组织处长。同年任湖南省政协秘书处长。1955年为第一届湖南省政协委员。
1957年被错划为右派，1979年得以平反，恢复名誉。1980年当选为第四届省政协委员。1981年增选为省政协常委，1982年为民革湖南省委常委。全国人大常委会发出《告台湾同胞书》后，徐致信蒋经国，倡导实行第三次国共合作，化干戈为玉帛，以实现祖国的和平统一。
自1983年起，先后任第五届、六届省政协副主席，民革湖南省委常务副主委、主委、名誉主委，民革第六届中央委员，第六届全国政协委员，民革中央监委常委，第七届省政协特邀顾问。
徐君虎1995年5月病逝于长沙，享年90岁。